# Balabanovo
Balabanovo (en russe : Балабаново) est une ville de l'oblast de Kalouga, en Russie, et le centre administratif du raïon de Balabanovo. Sa population s'élevait à 25 869 habitants en 2013.

## Géographie
Balabanovo est arrosée par la rivière Protva et se trouve à 9 km à l'ouest d'Obninsk, à 75 km au nord-est de Kalouga et à 88 km au sud-ouest de Moscou.

## Histoire
La première mention du village de Balabanovo remonte au début du XVIIe siècle. Il se développa et devint une petite ville grâce à la construction du chemin de fer Moscou – Briansk. La gare de Balabanovo fut ouverte en 1899. Le village de Balabanovo accéda au statut de commune urbaine en 1935, puis à celui de ville en 1972.

## Population
Recensements (*) ou estimations de la population
| 1959* | 1970*  | 1979*  | 1989*  |
| ----- | ------ | ------ | ------ |
| 3 382 | 10 853 | 15 449 | 19 139 |

| 2002*  | 2010   | 2012   | 2013   |
| ------ | ------ | ------ | ------ |
| 23 312 | 23 533 | 26 123 | 25 869 |

## Personnalité
- Pafnouti Tchebychev (1821-1894), un éminent mathématicien russe, est né et a passé son enfance dans le village d'Okatovo, proche de Balabanovo.